# Червоний Віктор Володимирович
Віктор Володимирович Червоний (нар. 5 березня 1966, с. Олександрівка, Павлоградський район, Дніпропетровська область, УРСР) — радянський та український футболіст та футзаліст, півзахисник, український тренер. У Прем'єр-лізі виступав за «Верес» (Рівне), «Нива» (Тернопіль) та «Металург» (Маріуполь).

## Життєпис
Футбольну кар'єру розпочав у дублі дніпропетровського «Дніпра», у футболці якого зіграв 10 матчів та відзначився 1 голом. Наступного року перейшов у «Колос», де в складі павлоградського клубу зіграв 25 матчів у Другій лізі СРСР та відзначився 1 голом. Потім проходив військову службу, а в 1971 році повернувся до павлоградського колективу, який змінив назву на «Шахтар». У 1992 році в складі «гірників» взяв участь у першому розіграші Першої ліги України. У першій лізі України дебютував 14 березня 1992 року в програному (1:3) виїзному поєдинку 1-го туру підгрупи 2 проти маріупольського «Азовця». Віктор вийшов на поле в стартовому складі та відіграв увесь матч. Дебютним голом у першій лізі України 7 червня 1992 року на 18-ій хвилині переможного (3:1) домашнього поєдинку 22-го туру Першої ліги України проти стрийської «Скали». Червоний вийшов на поле в стартовому складі та відіграв увесь матч. У команді виступав до завершення сезону 1992/93 років, за цей час у Другій лізі СРСР та Другій лізі України зіграв 238 матчів, в яких відзначився 13-ма голами, ще 5 матчів (2 голи) провів у кубку України.
На початку серпня 1993 року переходить у «Верес». У складі рівненського клубу дебютував 1 серпня 1993 року в переможному (3:1) виїзному поєдинку 1/64 фіналу кубку України проти луцького «Підшпника». Віктор вийшов на поле в стартовому складі та відіграв увесь матч. У Вищій лізі України дебютував 8 серпня 1993 року в переможному (2:0) домашньому поєдинку 1-го туру проти кременчуцького «Кременя». Червоний вийшов на поле в стартовому складі, а на 65-ій хвилині його замінив Володимир Книш. Дебютним голом за «Верес» відзначився 5 вересня 1993 року на 59-ій хвилині переможного (4:0) домашнього поєдинку 5-го туру Вищої ліги України проти харківського «Металіста». Віктор вийшов на поле на 55-ій хвилині, замінивши Олега Кучера. У команді провів два сезони, за цей час у Вищій лізі зіграв 23 матчі (1 гол) та 5 матчів (1 гол) у кубку України.
Наприкінці липня 1995 року перебрався до «Ниви». У футболці тернопільського клубу дебютував 25 липня 1995 року в переможному (4:2) виїзному поєдинку 1-го туру Вищої ліги України проти донецького «Шахтаря». Червоний вийшов на поле на 89-ій хвилині, замінивши Андрія Пархоменка. За два сезони, проведені в «Ниві», зіграв 42 матчі у Вищій лізі. На початку вересня 1995 року за який зіграв 1 матч у Першій лізі України за чортківський «Кристал».
У липні 1997 року опинився в «Металурзі». У футболці маріупольського клубу дебютував 9 серпня 1997 року в програному (0:3) домашньому поєдинку 6-го туру Вищої ліги проти франківського «Прикарпаття». Віктор вийшов на поле на 64-ій хвилині, замінивши Андрія Борисенка. У команді основним футболістом стати не зумів, у першій половині сезону 1997/98 років зіграв 5 матчів у Вищій лізі та 2 поєдинки у кубку України. Навесін 1999 року став гравцем «Полісся». Дебютував у футболці житомирського клубу 5 квітня 1999 року в програному (0:2) виїзному поєдинку 21-го туру Першої ліги України проти олександрійської «Поліграфтехніки». Червоний вийшов на поле в стартовому складі та відіграв увесь матч. Єдиним голом за «Полісся» відзначився 13 квітня 1999 року на 55-ій хвилині переможного (2:0) домашнього поєдинку 23-го туру Першої ліги проти «Явора-Сум». Віктор вийшов на поле на 46-ій хвилині, замінивши Руслана Соболевського.
Влітку 1999 року став гравцем «Металурга». Дебютував у футболці нікопольського клубу 25 липня 1999 року в програному (0:3) виїзному поєдинку 1-го туру Першої ліги проти «Черкас». Червоний вийшов на поле на 80-ій хвилині, замінивши Юрія Миколаєнка. Єдиним голом за «металургів» відзначився 12 жовтня 1999 року на 18-ій хвилині переможного (1:0) виїзного поєдинку 14-го туру Першої ліги проти одеського «Чорноморця-2». Віктор вийшов на поле в стартовому складі, а на 78-ій хвилині його замінив Олег Головір. У сезоні 1999/00 років зіграв 11 матчів, в яких відзначився 1 голом.
Наступного сезону виступав за футзальний клуб «Будмайстер» з Павлограда (22 матчі, 15 голів). У 2001 та 2005 році виступав у Чемпіонаті Дніпропетровської області за «Факел» (Павлоград) та «Юлія» (Першотравенськ) відповідно.